# Alba Roballo
Alba Roballo (Baltasar Brum, 4 d'agost de 1908 - Montevideo, 3 de setembre de 1996) fou una advocada, escriptora i política uruguaiana pertanyent al Partit Colorado que participà en la fundació del partit d'esquerra Front Ampli. Va ser la primera dona del seu país i d'Amèrica Llatina en assolir el càrrec de ministra.

## Biografia
El 1939 es va graduar com advocada a la Universitat de la República. Poc temps després va començar la seva trajectòria política al Partit Colorado, al costat de Julio César Grauert. Durant aquesta època va ser nomenada diputada. També va ser presidenta del Consell Departamental de Montevideo i senadora de la República el 1958.
Essent una dona molt temperamental i adversària aferrissada, davant l'adveniment del primer govern col·legiat de majoria del PN, va exclamar: "Als blancs, ni un got d'aigua". El 1968, el president Jorge Pacheco Areco la va nomenar ministra de Cultura; però va renunciar aviat per profundes discrepàncies amb el govern.
Després de fracassar la seva proposta de promoure la candidatura de Líber Seregni com a renovació del Partit Colorado, va decidir distanciar-se i participar el 1971 de la fundació del Front Ampli. No obstant això, va proclamar que les seves idees sempre serien properes al batllisme. El 1983 va participar en un acte de repulsa a la dictadura militar i que advocava per la llibertat d'expressió del poble oprimit. També va dur la militància a la universitat, on es va mostrar favorable a la democràcia en l'educació. Roballo també va ser autora d'alguns llibres de poesia.
Va morir el 3 de setembre de 1996 amb 88 anys.

## Obra
- Se levanta el sol (1948)
- La tarde prodigiosa (1952)
- La cigarra de Eunomo (1954)
- Canto a la tierra perdida (1959)
- Mayo de ceniza (1962)
- Poemas sin fecha (1967)
- Réquiem para Miguel (1967)

- Libro de los adioses (1968)
- Tiempo de lobos (1970)
- Poemas del miedo (1970)
- Ana teatro (1970)
- Heredarás la Tierra (1981)
- La fábrica de la locura (1984)[12]